# Thyreus smithii
Thyreus smithii är en biart som först beskrevs av Dalla Torre 1896.  Thyreus smithii ingår i släktet Thyreus och familjen långtungebin. Inga underarter finns listade i Catalogue of Life.